# Licímnio
Licímnio foi um filho bastardo de Electrião, que se casou com uma tia de Héracles e foi morto, acidentalmente, por Tlepólemo, filho de Héracles. Seus filhos foram exilados do Peloponeso junto com os filhos de Héracles, após a morte deste.
Electrião, filho de Perseu e Andrômeda se casou com Anaxo, sua sobrinha, e teve uma filha, Alcmena, e vários filhos, Stratobates, Gorgophonus, Phylonomus, Celaeneus, Amphimachus, Lysinomus, Chirimachus, Anactor e Arquelau. Licímnio era filho bastardo de Electrião com uma mulher da Frígia chamada Midea.
Quando Electrião reinava em Micenas, os filhos de Pterelau atacaram Micenas, reivindicando como sua, por causa de seu ancestral Mestor. Na guerra, morreram quase todos os filhos de Electrião e de Pterelau, do primeiro apenas sobrevivendo Licímnio, e do segundo Everes, que tomou conta dos navios. Electrião tentou se vingar, mas foi morto, acidentalmente, por Anfitrião; o reino passou para Estênelo, que baniu Anfritrião e entregou Midea a Atreu e Tiestes, filhos de Pélope.
Quando os filhos de Hipocoonte assassinaram um filho de Licímnio, Héracles marchou contra Esparta e a subjugou, entregando o trono a Tíndaro.
Outros dois filhos de Licímnio, Argius e Melas, morreram na guerra que Héracles fez contra Eurito, rei da Ecália.
Licímnio foi morto acidentalmente por Tlepólemo, filho de Héracles: quando Tlepólemo estava espancando um servo, Licímnio se meteu no meio.